# 유니타리 약수
수학에서 정수 {\displaystyle n}의 유니타리 약수(Unitary divisor)는 {\displaystyle n}의 약수 {\displaystyle d}중에서 {\displaystyle d}와 {\displaystyle n/d}의값이 서로소일 경우를 말한다.
예를 들어 12의 약수는 {1, 2, 3, 4, 6, 12}가 있는데, 이중 유니타리 약수는 {1, 3, 4, 12}이다.
n/(n의 한 유니타리 약수) = (n의 다른 유니타리 약수)이다.